# ادوین فولنر
ادوین جان فولنر جونیور (۱۲ اوت ۱۹۴۱–۱۸ ژوئیه ۲۰۲۵) دانشمند علوم سیاسی، مدیر اجرایی اندیشکده، دستیار کنگره و مشاور روابط خارجی آمریکایی بود. وی در سال ۱۹۷۳ یکی از بنیانگذاران بنیاد هریتیج، اندیشکده محافظه‌کار آمریکایی بود. او از سال ۱۹۷۷ تا ۲۰۱۳ و دوباره از سال ۲۰۱۷ تا ۲۰۱۸ به عنوان رئیس بنیاد هریتیج فعالیت کرد.

## اوایل زندگی و تحصیلات
ادوین فولنر در ۱۲ اوت ۱۹۴۱ در شیکاگو، ایلینوی متولد شد. مادرش هلن جوآن و پدرش ادوین جان فولنر مالک یک شرکت املاک و مستغلات در شیکاگو بود. ادوین سه خواهر داشت. آنها خانواده کاتولیک رومی- آلمانی-آمریکایی‌های معتقدی بودند. سه نفر از عموهای مادری او کشیش بودند.

فولنر در دبیرستان ایمکیولیت کانسپشن در المهرست، ایلینوی و دانشگاه رجیس در دنور تحصیل کرد و در سال ۱۹۶۳ با مدرک لیسانس زبان انگلیسی فارغ‌التحصیل شد. او در مدرسه بازرگانی وارتون در دانشگاه پنسیلوانیا تحصیل کرد و در سال ۱۹۶۴ مدرک MBA خود را دریافت کرد. او بورسیه ریچارد ام. ویور در دانشگاه جورج تاون و مدرسه اقتصاد لندن بود.

در سال ۱۹۸۱، او مدرک دکترای علوم سیاسی را از دانشگاه ادینبورگ در اسکاتلند دریافت کرد. پایان‌نامه دکترای او با عنوان «تکامل کمیته مطالعات جمهوری‌خواهان» دربارهٔ گروهی از جمهوری‌خواهان محافظه‌کار در مجلس نمایندگان ایالات متحده بود.

## شغل

### دستیار کنگره
فولنر کار خود را به عنوان تحلیلگر مرکز مطالعات استراتژیک و بین‌المللی (که در آن زمان مرکز مطالعات استراتژیک نامیده می‌شد) آغاز کرد. او بعداً دستیار کنگره‌ای ملوین لیرد ، نماینده جمهوری‌خواه ویسکانسین، شد. فولنر پس از آن دستیار اجرایی طولانی‌مدت فیل کرین، نماینده کنگره جمهوری‌خواه ایلینوی شد. او همچنین زمانی به عنوان مدیر اجرایی کمیته مطالعات جمهوری‌خواهان فعالیت داشت.

### بنیاد هریتیج
فولنر از زمان تأسیس بنیاد هریتیج در سال ۱۹۷۳ تا ۱۹۷۷، یکی از اعضای هیئت امنای آن بود. چهار سال پس از تأسیس آن، در سال ۱۹۷۷، او دفتر نماینده کرین را ترک کرد تا رئیس بنیاد شود. در آن زمان، بنیاد تنها نه کارمند داشت.

فولنر به عنوان رئیس بنیاد، بنیاد را تهاجمی‌تر و بازارمحورتر کرد و از نخبه‌گرایی و برج عاج‌نشین آن کاست کرد و به منظور رسیدن به این هدف شروع به انتشار مطالعات مختصر و قابل دسترس کرد. او با تمرکز بر بازاریابی، به تبدیل بنیاد از یک سازمان کوچک به شرکتی پررونق از آرمان‌های محافظه‌کارانه کمک کرد و در نهایت یک اندیشکده ایجاد کرد که نیوت گینگریچ در ستونی در نیویورک تایمز آن را «پارتنونمحافظه‌کار» نامید. این راهبرد جدید بازاریابی «آزمون کیف» نامیده شد، مفهومی که تأثیر اندیشکده‌ها بر سیاست عمومی را متحول کرد و محبوبیت هریتیج را افزایش داد. آزمون کیف به تمرکز بر تحقیقات مختصر، به موقع و با دسترسی آسان اشاره دارد که می‌توانند در یک کیف جا شوند. علاوه بر این، گزارش‌ها و مقالات سیاستی بنیاد قبل از تصویب قوانین مرتبط منتشر می‌شدند، نه پس از تصویب آنها. فولنر به واشینگتن اگزمینر گفت: «اگر ما در حال فروش محصولات خود نباشیم، داشتن ایده‌های عالی هیچ فایده‌ای برای ما ندارد.»
ظرف یک سال و نیم پس از ریاست فولنر، بودجه هریتیج به ۲٫۵ میلیون دلار افزایش یافت و تعداد کمک‌کنندگان مالی آن به حدود ۱۲۰ هزار نفر رسید. تحت رهبری او، تعداد کارکنان هریتیج در نهایت به ۲۵۰ کارمند افزایش یافت و با درآمد سالانه حدود ۸۰ میلیون دلار و تعداد اهداکنندگان مالی حدود ۶۰۰ هزار نفر، به یکی از بزرگ‌ترین اندیشکده‌های جهان تبدیل شد.

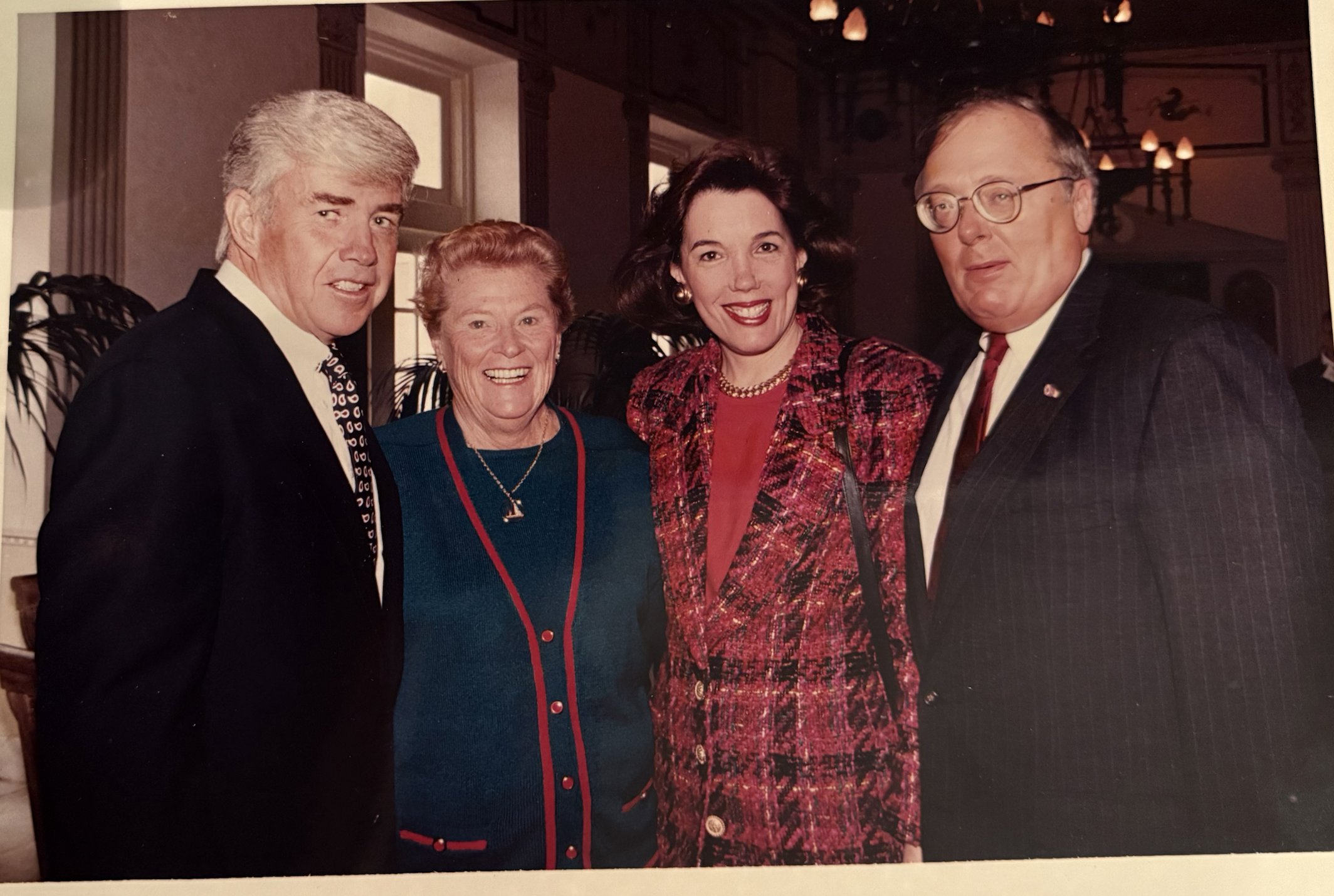
فولنر به همراه جک کمپ و ماریون ولز در سال ۱۹۹۹

در ژانویه ۲۰۱۳، فولنر ستونی با عنوان «آزادی اقتصادی در حال افول» منتشر کرد که در آن به بررسی یافته‌های شاخص سالانه آزادی اقتصادی این بنیاد پرداخت. این یافته‌ها حاصل پروژه‌ای مشترک بین وال استریت ژورنال و بنیاد هریتیج از سال ۱۹۹۷ بود که سیاست‌های هر کشور را در حوزه‌های گسترده حاکمیت قانون، دولت محدود، کارایی نظارتی و بازارهای آزاد اندازه‌گیری می‌کرد.
در سال ۲۰۲۳، فولنر از سمت ریاست هیئت امنای هریتیج بازنشسته شد، نقشی که پس از انتخاب دونالد ترامپ در سال ۲۰۱۶، برای مدت کوتاهی در سال ۲۰۱۷ از سر گرفت.
در سپتامبر ۲۰۲۳، فولنر در انتخابات مقدماتی ریاست جمهوری جمهوری‌خواهان در سال ۲۰۲۴ از مایک پنس حمایت کرد؛ پنس ماه بعد از رقابت‌ها کناره‌گیری کرد.

### نقش‌های دیگر

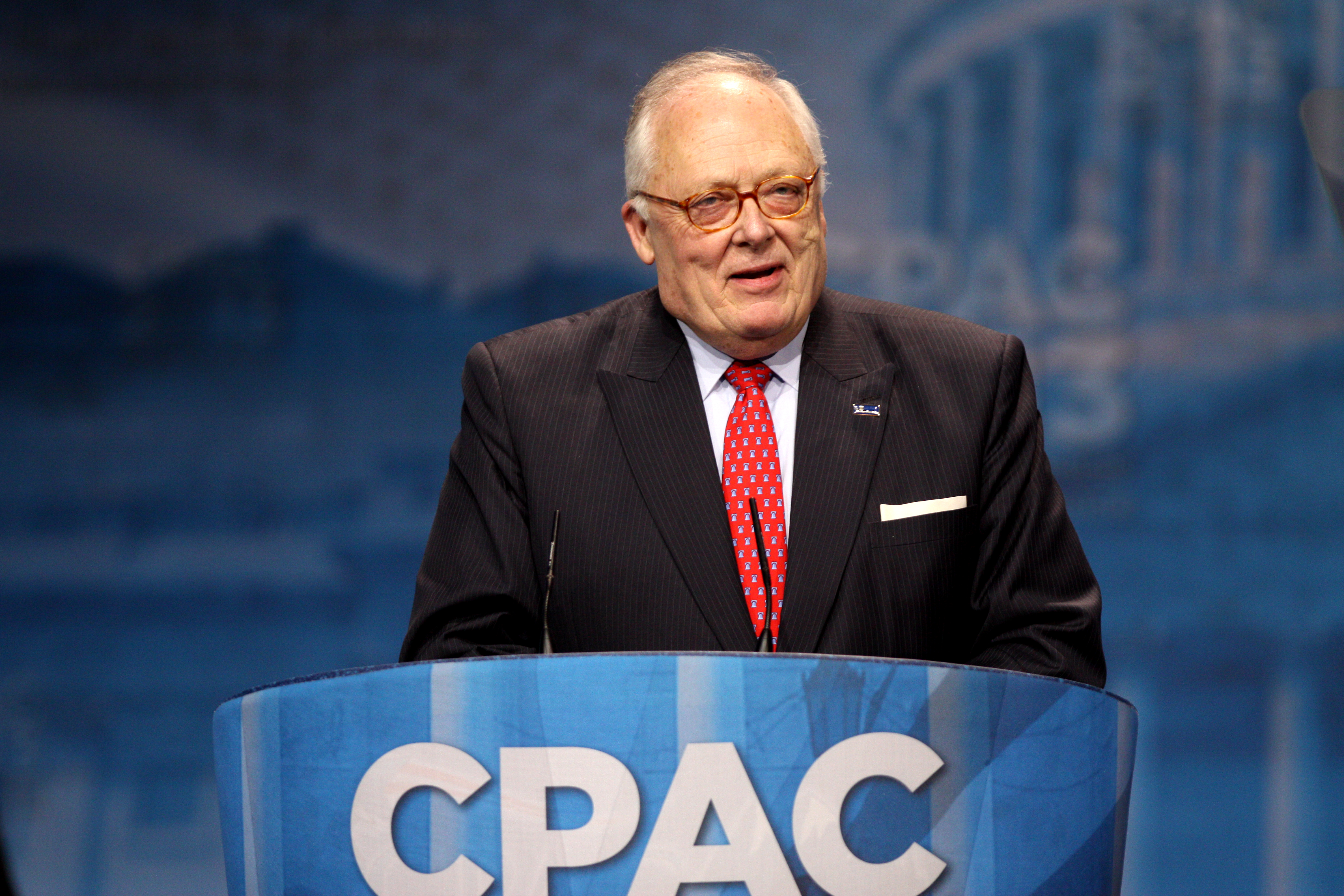
فولنر در حال سخنرانی در کنفرانس اقدام سیاسی محافظه‌کاران ۲۰۱۳ در نشنال هاربر، مریلند

در سال ۲۰۱۴، فولنر به عنوان رئیس و خزانه‌دار انجمن مونت پلرین انتخاب. او به عنوان عضو هیئت امنا و رئیس هیئت مدیره مؤسسه مطالعات بین دانشگاهی نیز خدمت کرد. او همچنین عضو هیئت مدیره بنیاد ملی اتاق بازرگانی، مؤسسه مطالعات سیاسی و هیئت امنا و عضو هیئت امنای مادام العمر دانشگاه رجیس، دانشگاه محل تحصیل کارشناسی خود بود.
او عضو شورای مشورتی بنیاد یادبود قربانیان کمونیسم شد و در سال ۲۰۲۱ ریاست این بنیاد را بر عهده داشت
در میان دیگر نقش‌های اجرایی و مشاوره‌ای، فولنر از سال ۱۹۸۲ تا ۱۹۸۳ و از سال ۲۰۱۳ تا ۲۰۱۴ رئیس انجمن فیلادلفیا بود و زمانی مدیر شورای سیاست ملی، مؤسسه اکتون و دانشگاه جورج میسون بود. فولنر در سال ۲۰۰۵ به عنوان عضو گروه ویژه اصلاحات کنگره‌ای سازمان ملل متحد گینگریچ - میچل و از سال ۱۹۹۹ تا ۲۰۰۰ عضو کمیسیون ملتزر بود. او از سال ۱۹۹۵ تا ۱۹۹۶ نایب رئیس کمیسیون ملی رشد اقتصادی و اصلاحات مالیاتی، معروف به کمیسیون کمپ بود. او از سال ۱۹۸۲ تا ۱۹۹۱ رئیس کمیسیون مشورتی ایالات متحده در دیپلماسی عمومی، مشاور سیاست داخلی رئیس‌جمهور ایالات متحده رونالد ریگان و مشاور چندین وزارتخانه و سازمان دولتی بود.

## زندگی شخصی و مرگ
فولنر و همسرش، لیندا کلر بیش از ۵۰ سال در الکساندریا، ویرجینیا زندگی کردند. آنها دو فرزند داشتند.
فولنر در ۱۸ ژوئیه ۲۰۲۵ در ۸۳ سالگی در خانه‌اش در الکساندریا درگذشت.